# Monts Kouraï
Les monts Kouraï (en russe : Курайский хребет) forment un chaînon montagneux de l'Altaï oriental qui marque le partage des eaux de la rivière Bachkaous et de la Tchouïa. Ses roches sont surtout métamorphiques. Sa longueur est de 140 km et son point culminant s'élève à 3 446 mètres d'altitude. Les monts Kouraï sont bordés au sud par la steppe de la Tchouïa et la steppe de Kouraï et délimités à l'est par les monts Tchikhatchov.
Ses pentes méridionales sont marquées par l'érosion continentale remontant au Paléogène et au Néogène. Ses roches y sont donc métamorphiques et sédimentaires. Le versant septentrional est recouvert de forêts et plus haut d'alpages, le versant méridional étant de type steppique.

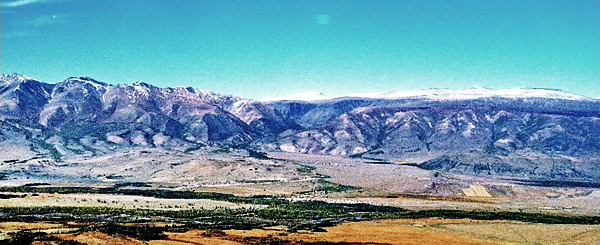
Face nord des monts Kouraï.

## Source
- (ru) Cet article est partiellement ou en totalité issu de l’article de Wikipédia en russe intitulé « Курайский хребет » (voir la liste des auteurs).